# 小川村 (和歌山県海草郡)
小川村（おがわむら）は、和歌山県海草郡にあった村。現在の紀美野町の南東端、貴志川の支流・梅本川の流域にあたる。

## 地理
- 山岳：丸山、鳶ヶ巣山、生石ヶ峰、大峰山
- 河川：貴志川、梅本川
- 高原：生石高原

## 歴史

### 村名の由来
中世以来の荘園名による。小川の由来は3つの谷から小河が流れていることによる。

### 沿革
- 1889年（明治22年）4月1日 - 町村制の施行により、那賀郡小川小野村・東福井村・西福井村・梅本村・中田村・坂本村・奥佐々村の区域をもって発足。
- 1951年（昭和26年）10月1日 - 所属郡が海草郡に変更。
- 1955年（昭和30年）4月16日 - 野上町と合併し、改めて野上町が発足。同日小川村廃止。